# IRF7
Регуляторный фактор интерферона 7, также известный под именем IRF7, является членом семейства регуляторных факторов транскрипции интерферона.

## Функция
IRF7 кодирует регуляторный фактор интерферона 7, члена семейства регуляторных факторов транскрипции интерферона (IRF). IRF7 как было выявлено, играет важную роль в активации транскрипции вирусноиндуцированных клеточных генов, в том числе генов интерферона типа I. В частности, IRF7 регулирует многие интерферон-альфа гены. Конститутивное выражение IRF7 в основном ограничивается лимфоидной тканью, в основном плазмоцитами дендритных клеток, в то время как IRF7 индуцируется во многие ткани. Были определены несколько вариантов транскриптов IRF7, хотя их функциональные последствия ещё не установлены.
Пути IRF7, как было выявлено, подавлены в некоторых метастатических линиях клеток рака молочной железы, что может помочь клеткам избежать иммунного ответа. Восстановление IRF7 этих клеточных линий приводит к снижению метастазов и увеличению времени выживания на животных моделях.
Ген IRF7 и продукт были дефектными у пациентов с тяжелой восприимчивостью к гриппу H1N1 , в то время как при восприимчивости к других вирусных заболеваниям, таких как CMV, RSV и парагриппу, оставались неизменными.

## Взаимодействия
IRF7, как было выявлено, взаимодействует с IRF3.